# Portrait d'un jeune homme (Dürer)
Pour les articles homonymes, voir Portrait d'un jeune homme.
Portrait d'un jeune homme est une peinture à l'huile sur panneau de bois de tilleul (28 × 26 cm) par le peintre allemand de la Renaissance Albrecht Dürer. Datée de 1500, elle est conservée à l'Alte Pinakothek de Munich.

## Histoire
L'œuvre est mentionnée pour la première fois dans un inventaire de 1616 de la collection de Paulus Praun à Nuremberg, décrite comme un portrait masculin réalisé par le frère d'Albrecht, Hans Dürer. Il resta dans cette collection jusqu'en 1809, lorsqu'il fut acheté par le prince héritier Louis de Bavière.
Peu de temps après, l'attribution fut donnée à Albrecht, et le sujet fut identifié comme étant Hans, sans aucune confirmation : l'effigie ne coïncide en effet pas avec le portrait à la pointe d'argent de Hans aujourd'hui conservé à la National Gallery of Art de Washington.